# National Stadium (Kaohsiung)
Het National Stadium (officiële naam) (Chinees: 國家體育場; Hanyu pinyin: Guójiā Tǐyùchǎng; ook 龍騰體育場) is een stadion in de stad Kaohsiung, Taiwan. De vroegere naam voor het stadion is World Games Stadion. Het stadion is op dit moment het grootste in Taiwan. Er konden 55.000 toeschouwers in toen het stadion werd geopend; later werd dat aantal teruggebracht tot 40.000.
Het werd geopend op 20 mei 2009 met een concert ter ere van de Wereldspelen. Van 16 juli tot en met 26 juli vonden in stadion editie 2009 van de Wereldspelen plaats. Sindsdien wordt het stadion vooral gebruikt voor voetbalwedstrijden.
Het stadion, dat werd ontworpen door de Japanse architect Toyo Ito, maakt gebruik van zonne-energie. Het dak heeft een spiraalvorm, als een draak. De zonnepanelen zijn in staat om het grootste deel van de benodigde energie voor het stadion op te wekken.

## Afbeeldingen

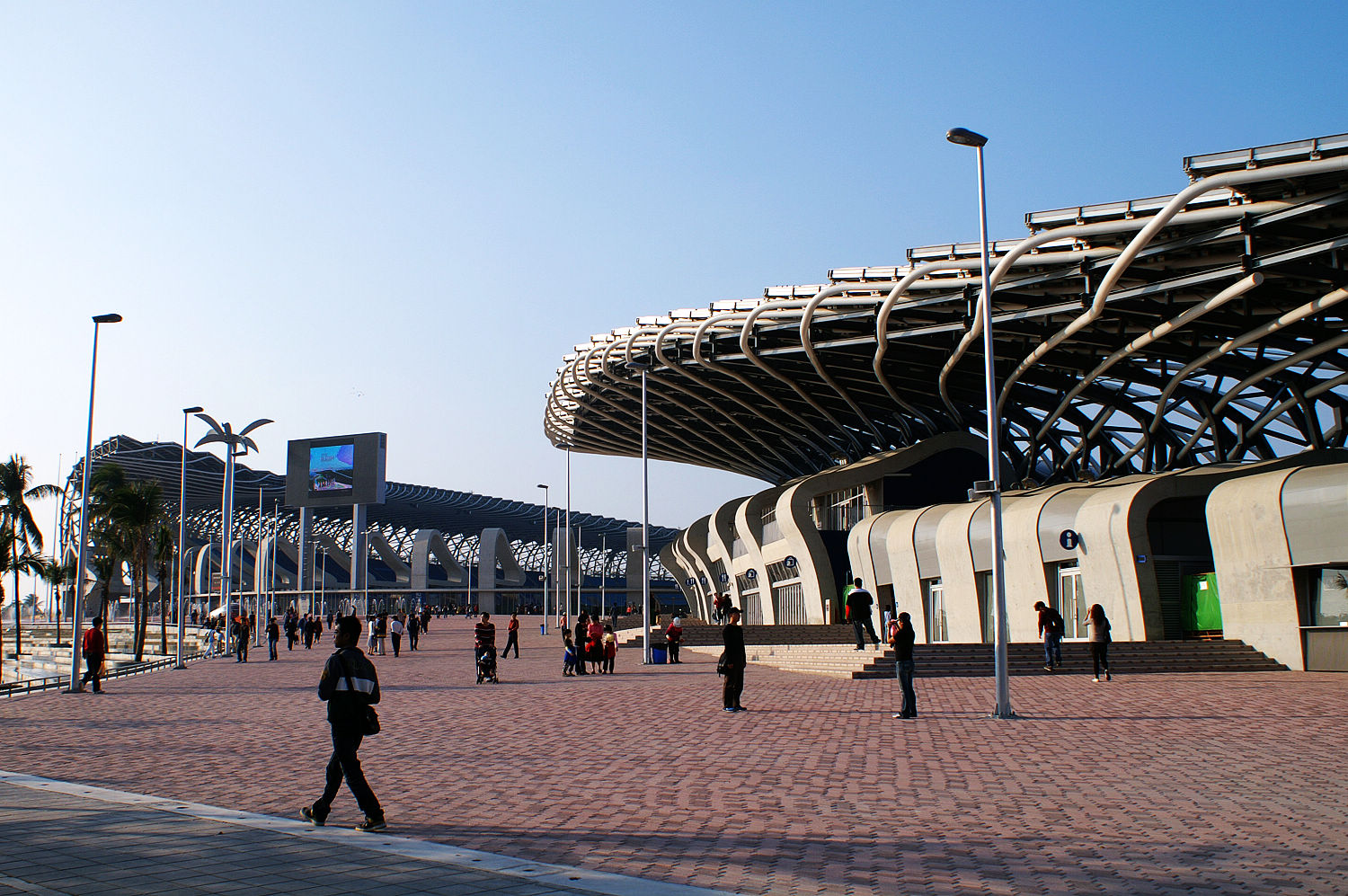
Stadion Plaza
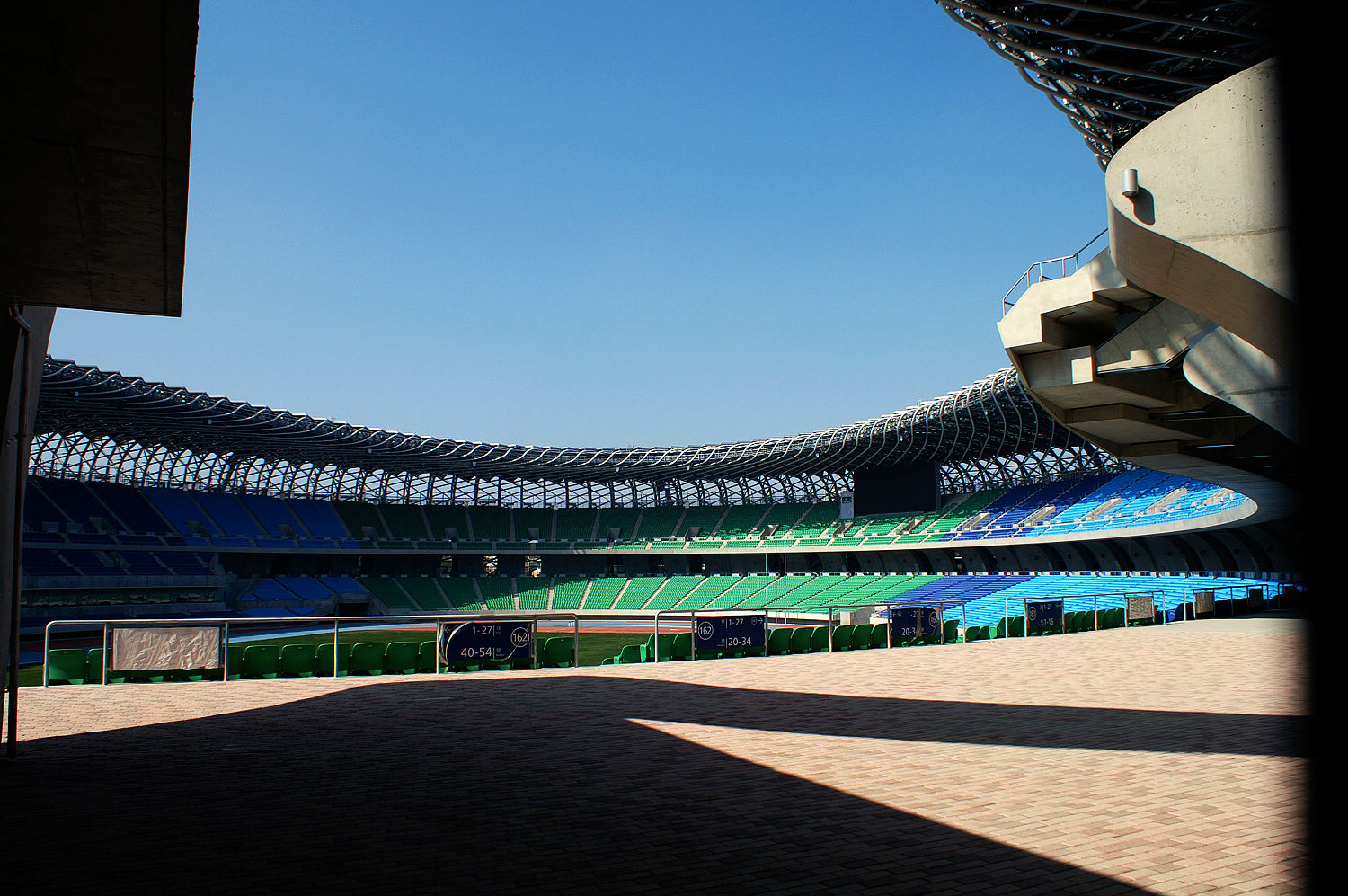
Auditorium
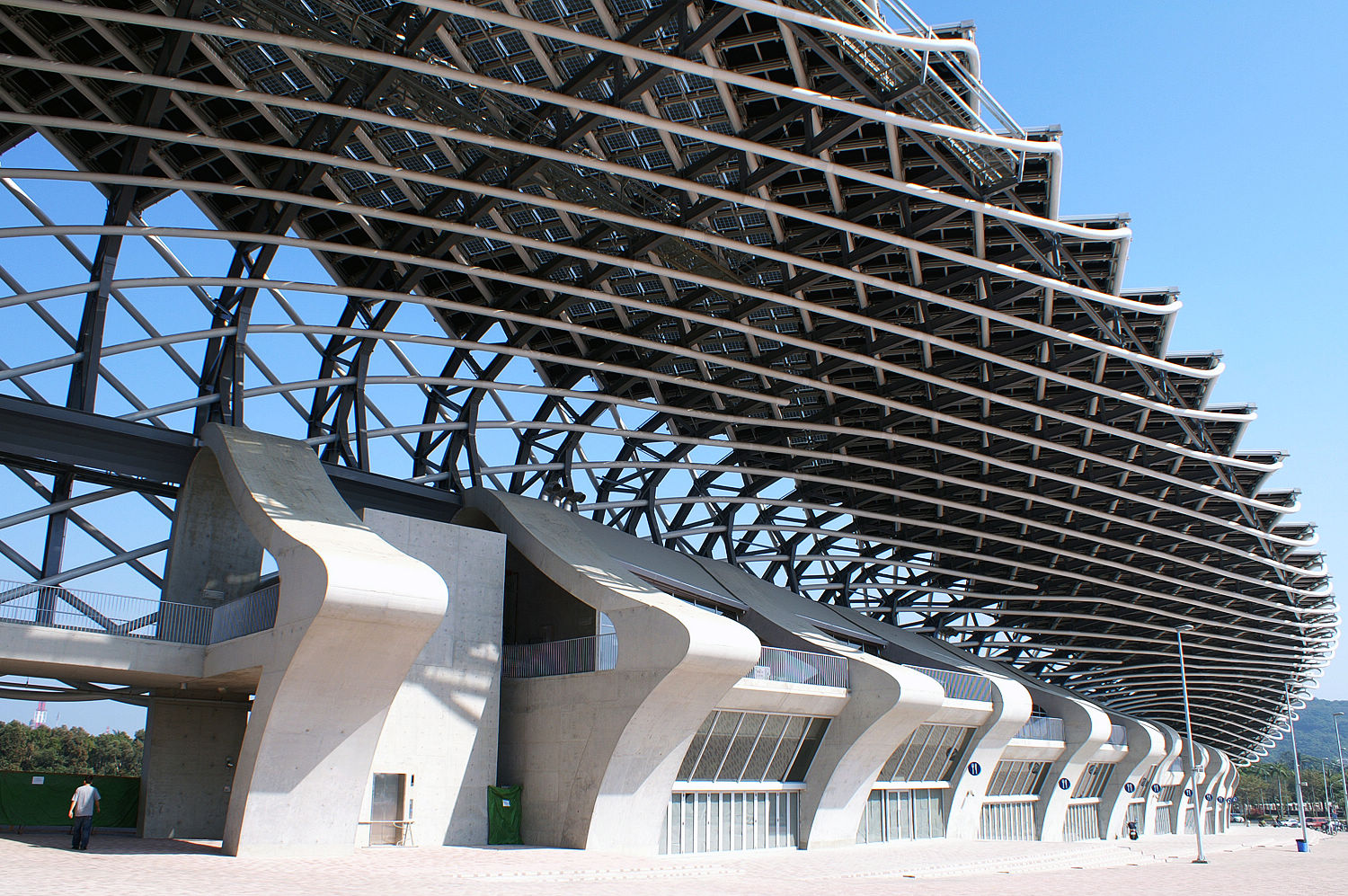
Dak
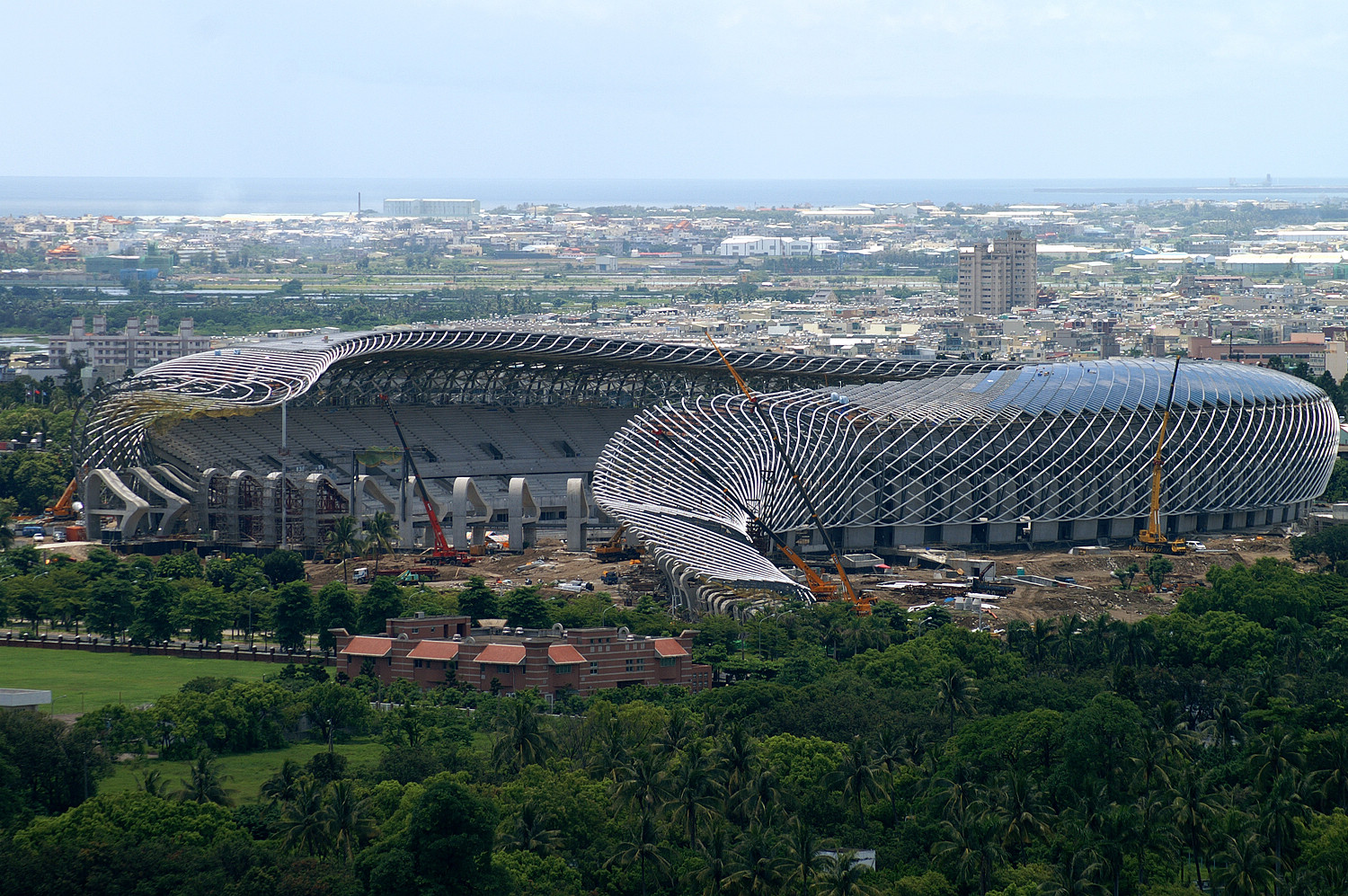
15 juli 2008
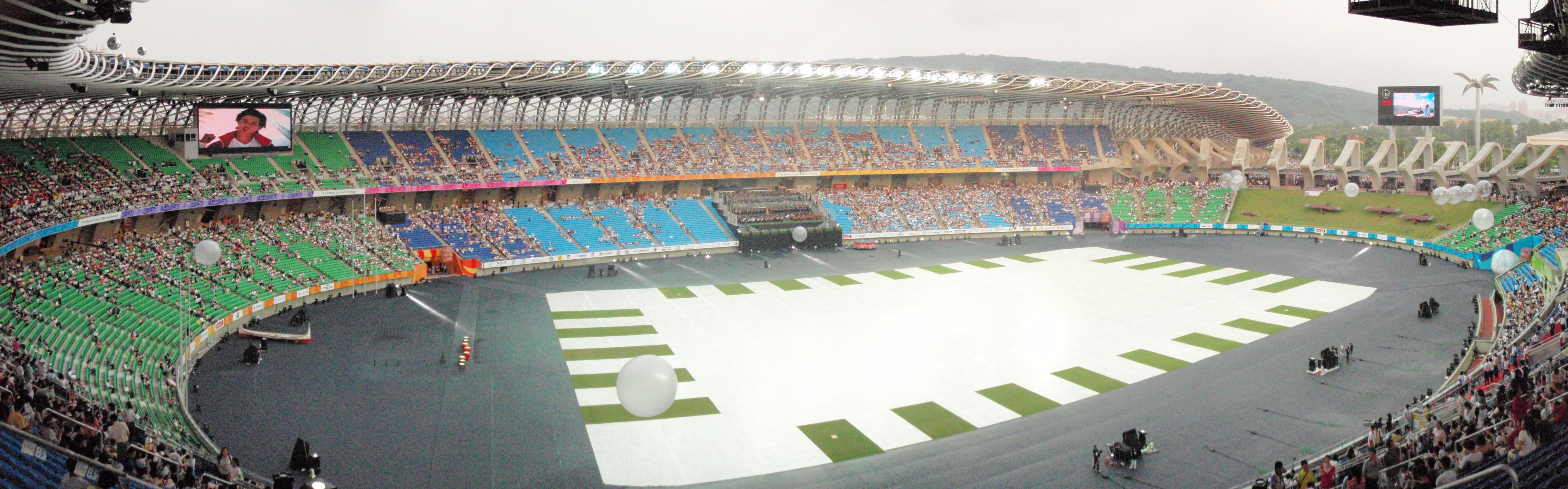
Tijdens de Wereldspelen 2009
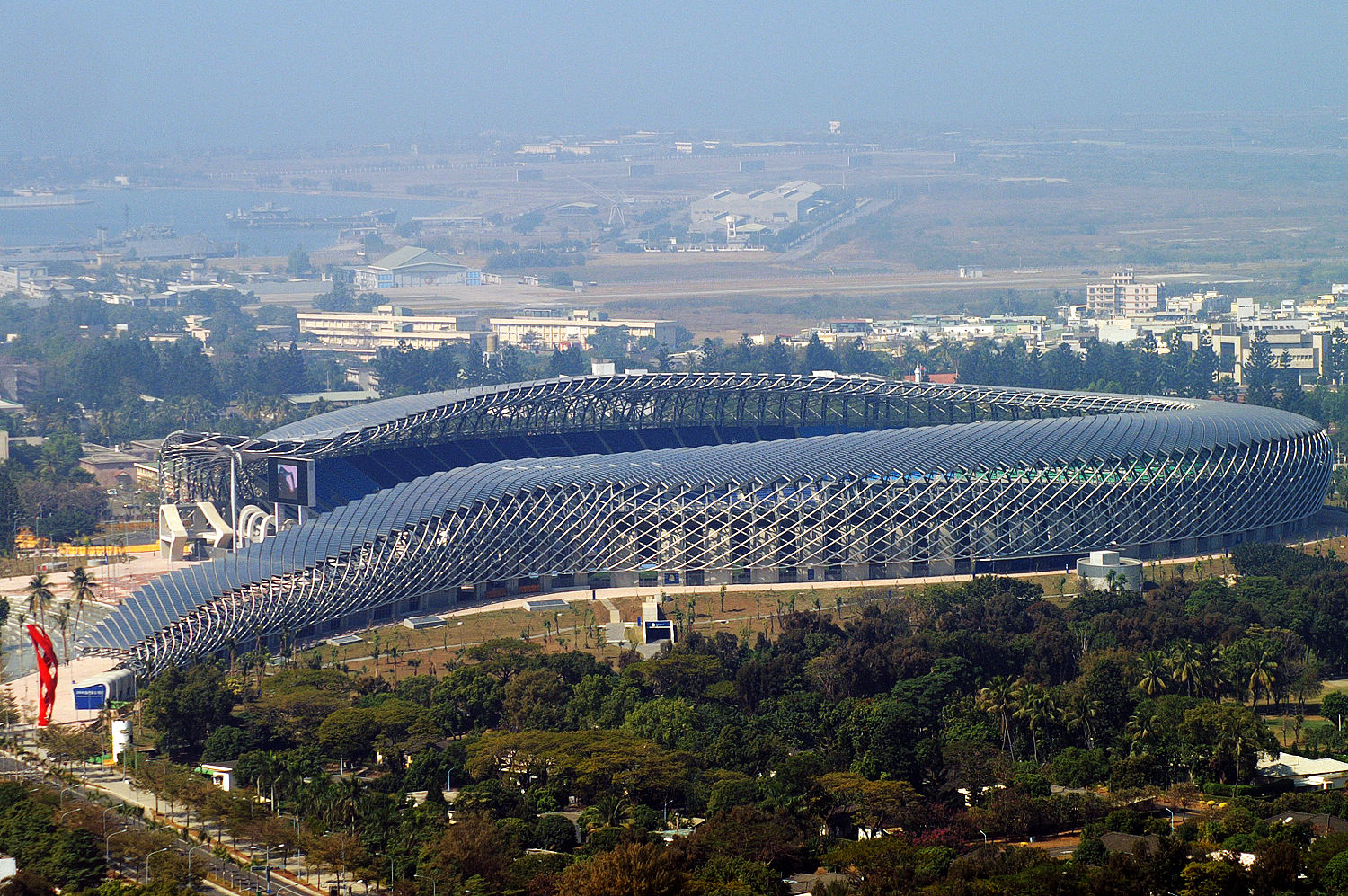
National Stadium